# サミソニ・ヴィリヴィリ
サミソニ・ヴィリヴィリ（Samisoni Viriviri、1988年4月25日 - ）は、フィジーのラグビー選手。

## プロフィール
- フィジー・ドラタブ出身。
- ポジションはウィング(WTB)、フルバック(FB)。
- 身長 186cm、体重 88kg
- フィジー代表キャップは2（2020年7月現在）。
- リオ五輪の7人制フィジー代表に選ばれ金メダルを獲得[1]。

## 略歴
ナドロガ、モンペリエ、モントーバンを経て、2019年、サウス・チャイナ・タイガースに加入。

## 受賞歴
- IRBセブンズ最優秀選手賞:2014年[3]